# Sueño sicodélico
Sueño sicodélico es el primer y único LP del grupo rock psicodélico instrumental peruano Los Holy's lanzado a fines en 1967 con un tiraje limitado de copias. Sin duda en este disco se explora la sicodelia en toda su plenitud y es de los primeros álbumes de este género en Latinoamérica.

## Lista de canciones
1. Campo De Vampiros
2. Sueño Sicodélico
3. Melodía Encantada
4. Reunión Psicodélica
5. Piedra De Doce Ángulos
6. Hawaii Five-O
7. El Hombre Desnudo
8. Holys Psicodélicos
9. The High Chaparral
10. Psicodélico Desconocido
11. Spectro 1
12. Choque De Vientos